# ريتشارد تايلور (كاتب)
ريتشارد تايلور (بالإنجليزية: Richard Taylor) (و. 1960  م) هو فنان الماكياج، وكاتب سيناريو، والماكياج المسرحي نيوزيلندي، ولد في نيوزيلندا.

## جوائز وترشيحات
حصل على جوائز منها:
- جائزة الأوسكار لأفضل تصميم أزياء، عن عمل: سيد الخواتم: عودة الملك
- جائزة الأوسكار لأفضل تأثيرات بصرية، عن عمل: سيد الخواتم: رفقة الخاتم
- جائزة الأوسكار لأفضل مكياج وتصفيف شعر، عن عمل: سيد الخواتم: عودة الملك
- جائزة الأوسكار لأفضل مكياج وتصفيف شعر، عن عمل: سيد الخواتم: رفقة الخاتم
- جائزة الأوسكار لأفضل تأثيرات بصرية، عن عمل: كينغ كونغ.

ترشح لـ:
- جائزة الأوسكار لأفضل تصميم أزياء، عن عمل: سيد الخواتم: رفقة الخاتم
- جائزة الأوسكار لأفضل مكياج وتصفيف شعر، عن عمل: سيد الخواتم: عودة الملك
- جائزة الأوسكار لأفضل تأثيرات بصرية، عن عمل: سيد الخواتم: رفقة الخاتم
- جائزة الأوسكار لأفضل مكياج وتصفيف شعر، عن عمل: سيد الخواتم: رفقة الخاتم
- جائزة الأوسكار لأفضل تصميم أزياء، عن عمل: سيد الخواتم: عودة الملك
- جائزة الأوسكار لأفضل تأثيرات بصرية، عن عمل: كينغ كونغ.

## وصلات خارجية
- ريتشارد تايلور على موقع IMDb (الإنجليزية)
- ريتشارد تايلور على موقع الموسوعة البريطانية (الإنجليزية)
- ريتشارد تايلور على موقع ألو سيني (الفرنسية)
- ريتشارد تايلور على موقع ميوزك برينز (الإنجليزية)
- ريتشارد تايلور على موقع أول موفي (الإنجليزية)
- ريتشارد تايلور على موقع قاعدة بيانات الأفلام السويدية (السويدية)
- ريتشارد تايلور على موقع قاعدة بيانات الفيلم (الإنجليزية)
- ريتشارد تايلور على موقع كينوبويسك (الروسية)